# いきばた主夫ランブル
『いきばた主夫ランブル』（いきばたしゅふランブル）は、星里もちるによる日本の漫画作品。まだ「主夫」という言葉が市民権を得ていない1980年代に主夫業にスポットをあて、男が家事を担うことへの葛藤や苦悩を題材としながら、成り行きでカップルになった二人がお互いの存在を再確認するまでを描いたラブコメディー。
徳間書店の『ヤング・キャプテン』の1988年4月の創刊と共に連載開始したが、『ヤング・キャプテン』が隔月発行で1988年8月発行の第3号で休刊となったことから、姉妹誌の『月刊少年キャプテン』に移り、第4話が1989年5月号に掲載され、以後1989年10月号まで連載される。同年に少年キャプテンコミックススペシャルから、更に2003年にビームコミックスから、それぞれ単行本全1巻が発行されている。

## あらすじ
工藤直人はそれなりの実力を備えたアニメーターだったが、アニメ業界の深刻な不景気により、勤めていた会社が倒産して社長が夜逃げし突如「無職」となってしまう。極貧時代にアパートに転がり込んで以来、同棲中の新人少女漫画家信崎千明の収入により金銭的に困らない状況で、直人の実力を知る千明は「困ったときはお互い様」と楽観的に構える。だが、そもそも千明には生活力がなく仕事に詰まると生活面が疎かになった。荒れ果てた流し台や山積みの洗濯物、大量のゴミを見た直人は早速家事に取りかかる。収集日を確認せずゴミ出しをした直人は同じアパートに住むチンピラ風の男たかさんに注意される。その後、千明がロクに食事を摂っていないことを危惧した直人は買い出しに出るが、運悪くたかと量子の夫婦ゲンカに巻き込まれてしまい買ったばかりの食材を台無しにしてしまう。お詫びとしてたかは街を案内してやきそばの食材を揃え直した。部屋に戻って調理にかかる直人だが我に返って自己嫌悪に陥る。更に千明は生理が始まってしまう。そんな状況を見てしまったたかは鮮やかにやきそばを調理し、使い捨てカイロを差し入れる。それをきっかけに、「主夫」にプライドを持つたかは就職に未練を持ちつつも上手く行かない直人を主夫道に引っ張り込もうとする。その一方、千明と量子は同い年だとわかり意気投合。量子はホステスをして家計を担っていたが、料理ときたらおかゆ一つ作れないほど惨憺たるものだった。
直人が「主夫」をすることで千明は生活が充実したことに満足していた。だが、直人はなおも納得出来ずにいた。新作の仕事が舞い込んだことで打ち合わせに出た千明の留守中、直人は冷房を消して過ごす。電気料金を払っていない負い目から節約を名目に我慢する姿に千明は怒り、二人はケンカになる。街で偶然量子と鉢合わせた千明は彼女からたかと量子との生活ぶりを聞く、一方、直人はたかから家計のやり繰りを伝授される。帰路で安売りに並ぶ直人の姿を目にした千明は自分がとんでもないことをさせていると泣くが、直人から好きでやっていることだと言われ、自分の預金通帳を預けることにする。
一年が過ぎ、直人はすっかり主夫になっていた。彼の作る料理は千明のアシスタントにも好評で料理の腕は上がる一方。そんな折に直人の弟義人が訪ねて来る。直人は見栄を張って嘘をつく。義人が自分が料理を作ると張り切ったまでは良いが鍋をこぼして千明の原稿を台無しにしかける。幸いにして処置が早かったため大きな問題にはならなかったものの、落ち込む義人に直人は失職した後「主夫」をしている事実を告げる。
その後、千明の寝違えとたかの急病や量子の家出騒動を経て、たかが元はやり手の不動産屋だった事実が明らかになる。主夫業に充実を感じるようになっていた直人だったが洗濯機を回す量子と鉢合わせる。一方、千明は深刻なスランプに陥って現実逃避していた。コンビニで偶然昔の業界仲間と出会った直人は千明の作品の評判を聞いてマンネリ化していることを知り、更に電話で人手を欲していることを知らされる。たかに相談しようとした直人はスーツ姿のたかを見てしまう。量子の妊娠で役割を交替することになった。生活の充足と自分への依存に甘えきっている千明のため、なにより自分自身のケジメのために直人はアニメーターに復帰するためアパートを出る決心をする。
無事にアニメの仕事も終わり、引き留める声もある中、直人はアパートに戻る。そして、たかが立ち上げた家事代行業の仕事に就いた。

## 登場人物

### コーポマドンナ
「コーポマドンナ」は、主人公らが住む2階建てのアパート。家賃5万6000円（203号室）。
工藤 直人（くどう なおと）
202号室で千明と同居している、「鈍度 丼」のペンネームを持つアニメーター。しかし物語の始まりの早々に会社の倒産により無職となる。メカが得意で描くのは速いが、画風が合わず千明のアシスタントは出来ない。
千明は「直（なお）くん」、たかはアニメーターをアリゲーターに引っ掛けて「ワニ」、量子はたかに倣い「ワニくん」と呼んでいる。
信崎 千明
202号室で直人と同居している、「しのはらちあき」のペンネームで活躍する新人少女漫画家。2年前に食えなくなって直人のアパートに転がり込んできた。時々スランプに悩みながらも徐々に売れっ子になってきた。作品には読み切り『さよならのメモリー』、『年下のダンサー』などがある。20歳。
直人はちあきと呼んでいる。ビームコミックスから復刻版が刊行された際に、ほとんどの登場人物の名前にルビが振られたが、彼女のみ読み方が不明のままである。
高桐（たかぎり）
201号室に住む先輩主夫。量子と同居している。強引で口が悪いが、優しい。元不動産仲介のサラリーマンだったが上司を殴って無職になり、主夫となる。みな「たかちゃん」、「たかさん」と呼んでいる。量子の妊娠により、外で働くことを決意する。
量子（りょうこ）
スナック「かえで」に勤めている20歳。たかと同居している。おっとりした性格で、家事全般が苦手。たかとの喧嘩は絶えないが、信頼し合っている。未成年の頃からスナックに勤めており、収入の良さもあり、たかと会うために頻繁に引越ししていた。それがきっかけで同居するようになった。
量子の妊娠により、2つのカップルともども現在の状況を変えざるを得なくなった。
大家さん
コーポマドンナの大家のおばあさん。主婦業の能力は、たかを遥かに上回る。
多々良（たたら）
203号室に住む夫婦。夫のほうはインテリらしく、グレゴリー・ベイトソンの言葉をよく引用する。夫婦揃って公務員だったが150万円の宝くじが当たり、怠け癖が付いて退職し無職になった。ぐうたらで極度の出不精のため、直人と千明は住んでいることすら知らなかった。お金も無くなり改心して働く決心をしたが、直後にドリームジャンボに当選。

### その他
工藤 義人（くどう よしと）
直人の弟。進学校の高校1年生。たびたび上京してくる。しのはらちあきのファン。
ちあきのアシスタント
女性二人組。直人の食事を楽しみにして来る。
日高さん（ひだか-）
ちあきの漫画の担当編集者。
長崎屋
近所の肉屋。
浜田（はまだ）
直人の元同僚のアニメーターで、直人のことを「丼ちゃん」と呼ぶ。関西弁をしゃべる。少女漫画に詳しく、しのはらちあきの漫画もチェックしている。
芝田（しばた）
高桐が元勤めていた会社の後輩で、現在は室長。総務の女性と浮気していた。

## 単行本
徳間書店少年キャプテンコミックススペシャルで全1巻。
1. 1989年12月30日発行 ISBN 4-19-839120-3

エンターブレインビームコミックスで全1巻。
1. 2003年3月7日発行 ISBN 4-7577-1316-9